# Tafelwaage

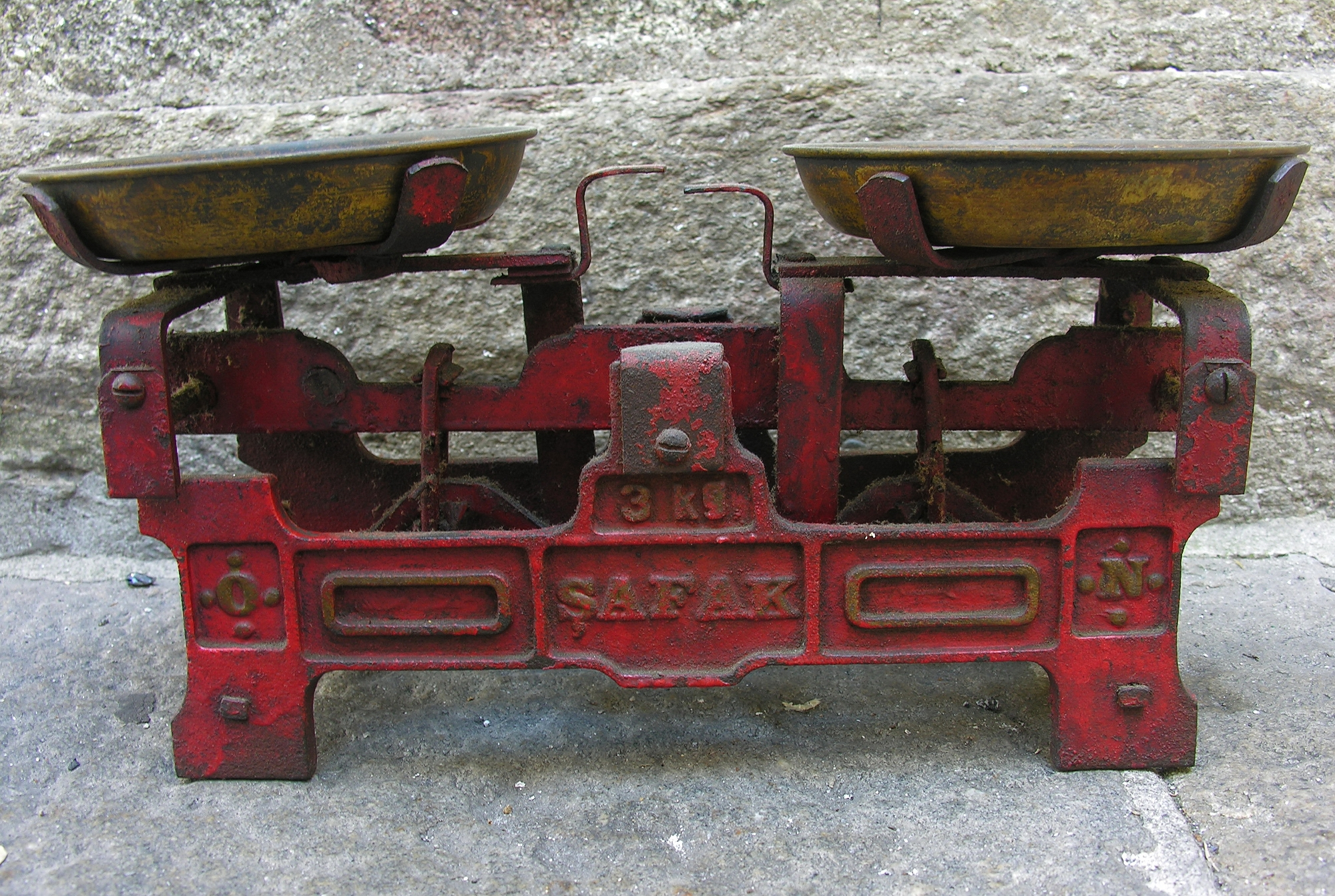
Tafelwaage nach Béranger

Eine Tafelwaage ist eine Wiegevorrichtung zur Bestimmung einer unbekannten Masse durch den direkten Vergleich mit Standardgewichten, deren Masse bekannt ist.

## Beschreibung
Wie eine einfache Balkenwaage hat auch die Tafelwaage einen gleicharmigen Waagebalken, jedoch keine am Waagebalken hängenden Waagschalen, sondern die Tafeln (Plattformen) oder Schalen sitzen über dem Waagebalken. Sie sind an zwei oder drei Punkten gelagert: entweder zusätzlich an einen Unterbalken (Tafelwaage nach Roberval) oder an je einen Hebel pro Tafel (Tafelwaage nach Béranger), der über eine Zugstange auf dem Waagebalken gelagert ist. Die Konstruktion des Gestänges bewirkt, dass das Moment am Waagebalken von der Position der Gewichte auf der Schale unabhängig ist.
Die beiden Massen – Wägegut und Standardgewichte – stimmen überein, wenn die Spitzen der Zeiger an den Tafeln auf gleicher Höhe sind.
Tafelwaagen werden üblicherweise im Wägebereich bis etwa zehn Kilogramm verwendet.

## Geschichte
Die Tafelwaage mit oberem und unterem Balken wurde im Jahr 1669 von dem französischen Mathematiker Gilles Personne de Roberval (* 10. August 1602 in Roberval, Senlis; † 27. Oktober 1675 in Paris) erfunden. Der Mechaniker Joseph Béranger (* 1802; † 1870) verbesserte die Konstruktion im Jahr 1847, indem er den Unterbalken durch zwei Hebel ersetzte. Sowohl Schrägstellung als auch Standortbewegungen werden bei der Béranger-Waage besser kompensiert, was die Nutzungsmöglichkeiten der Tafelwaage wesentlich erweitert.

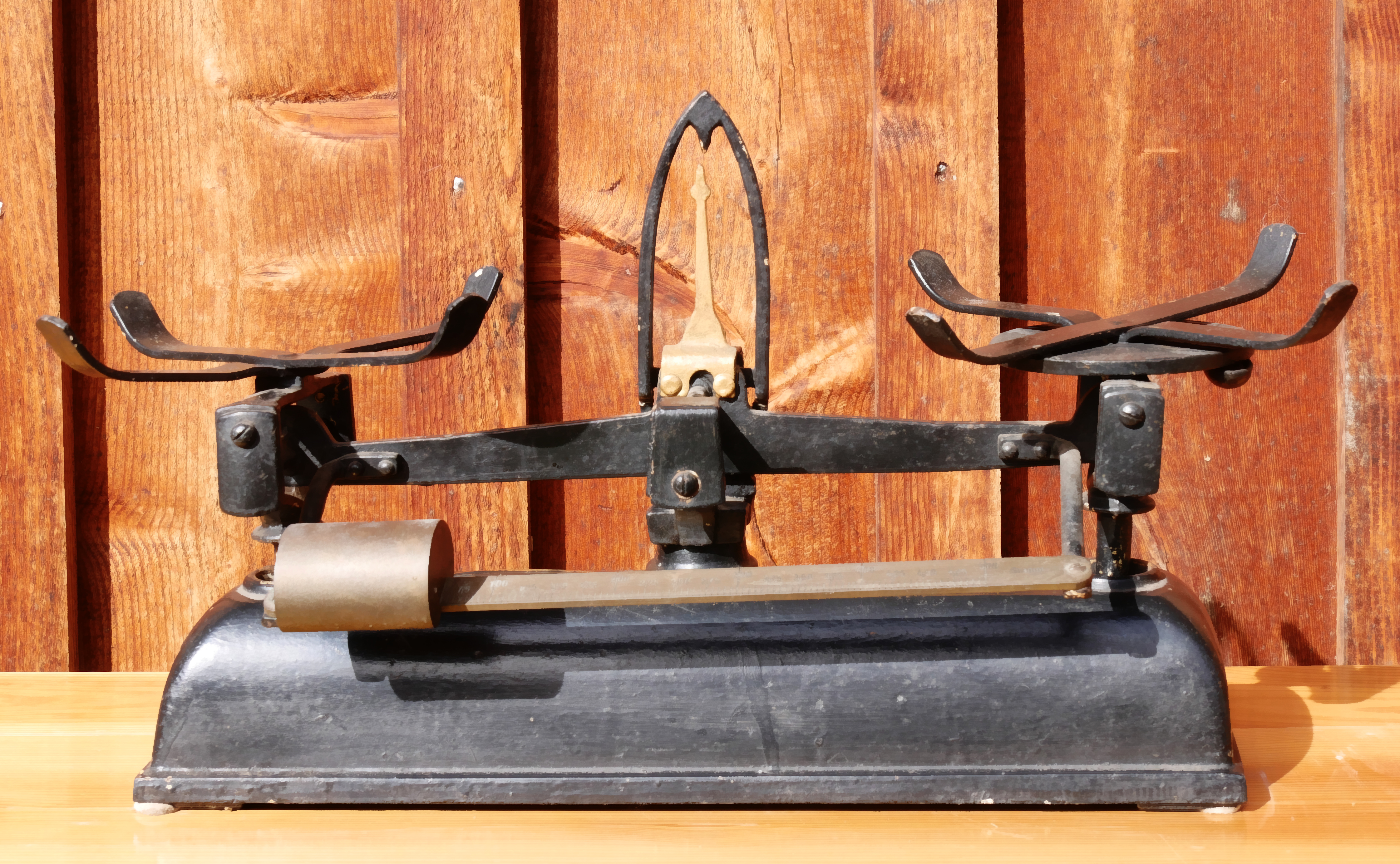
Tafelwaage nach Roberval mit Laufgewicht und Zeiger
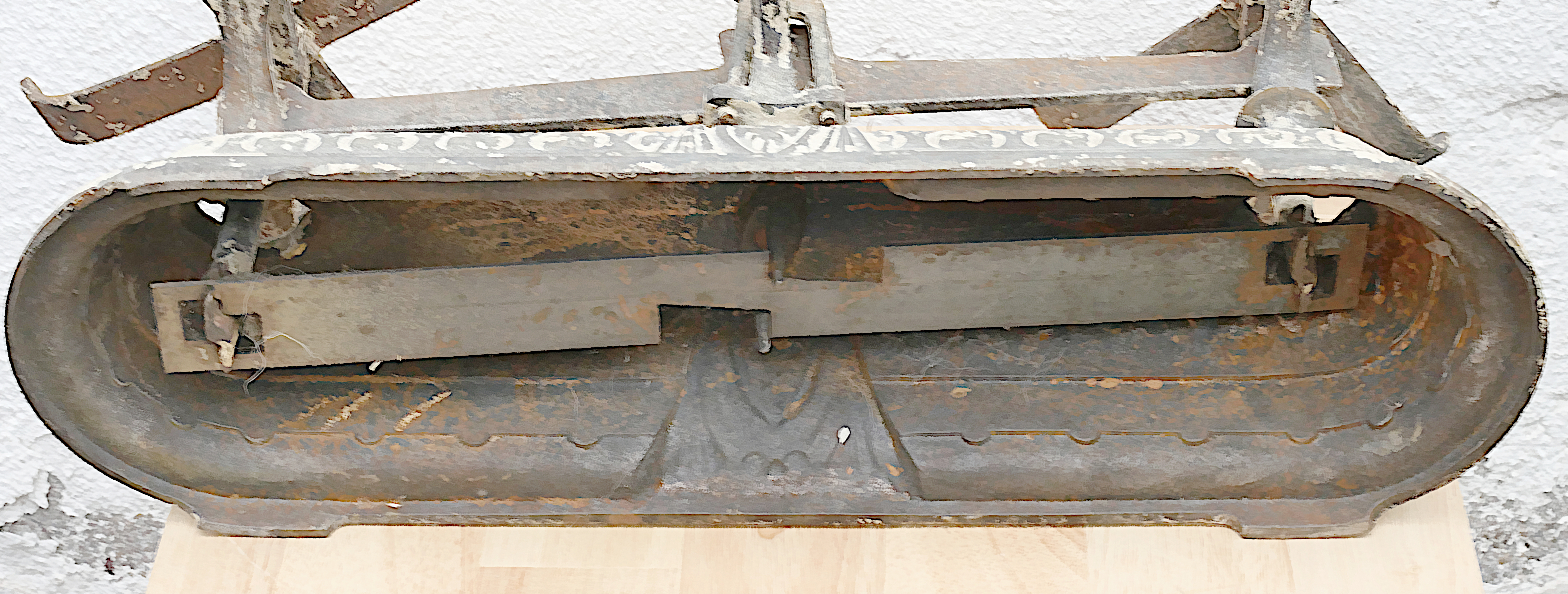
Tafelwaage nach Roberval von unten
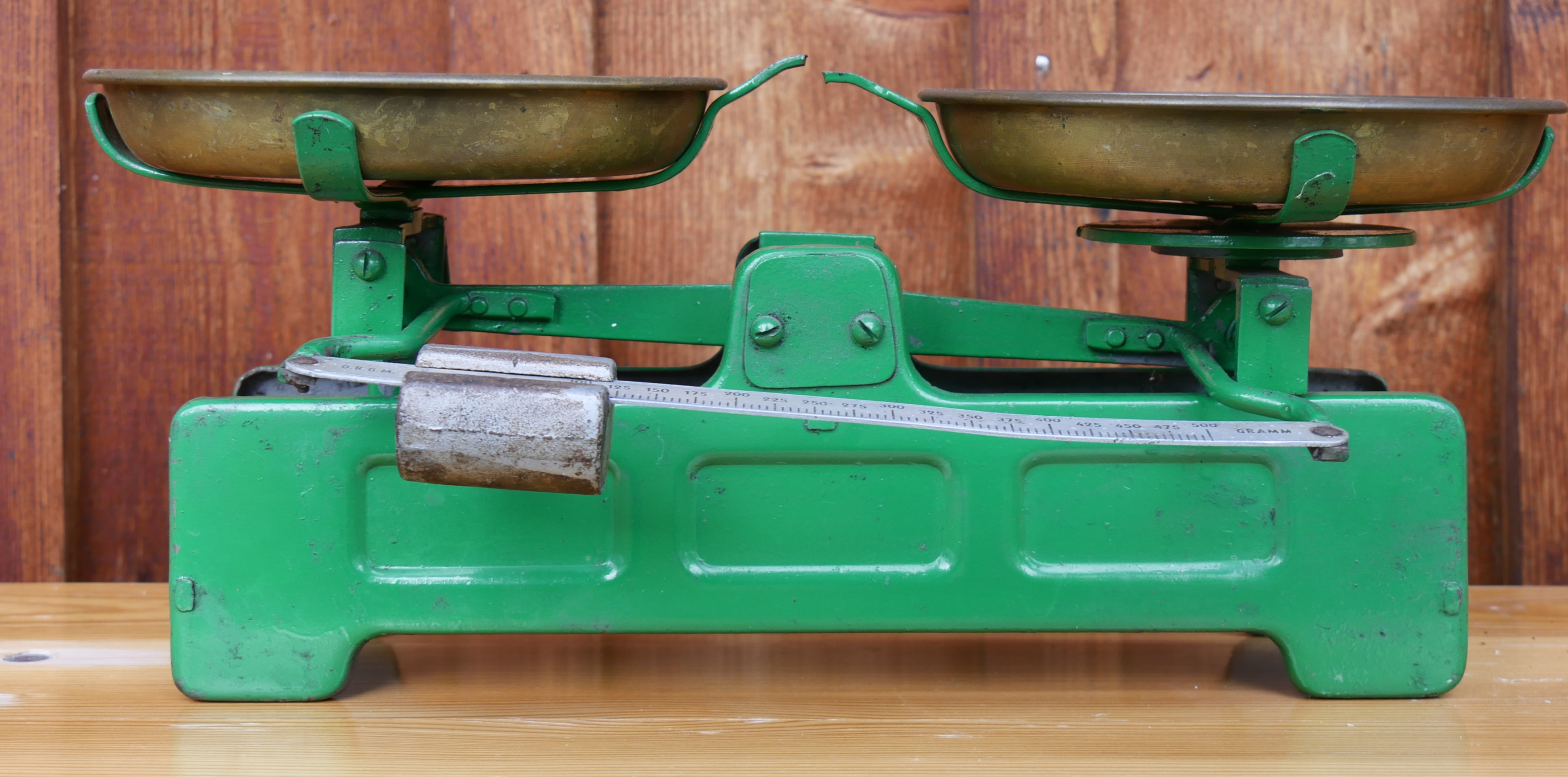
Tafelwaage nach Roberval mit Laufgewicht
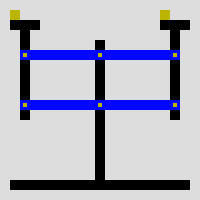
Prinzipbild
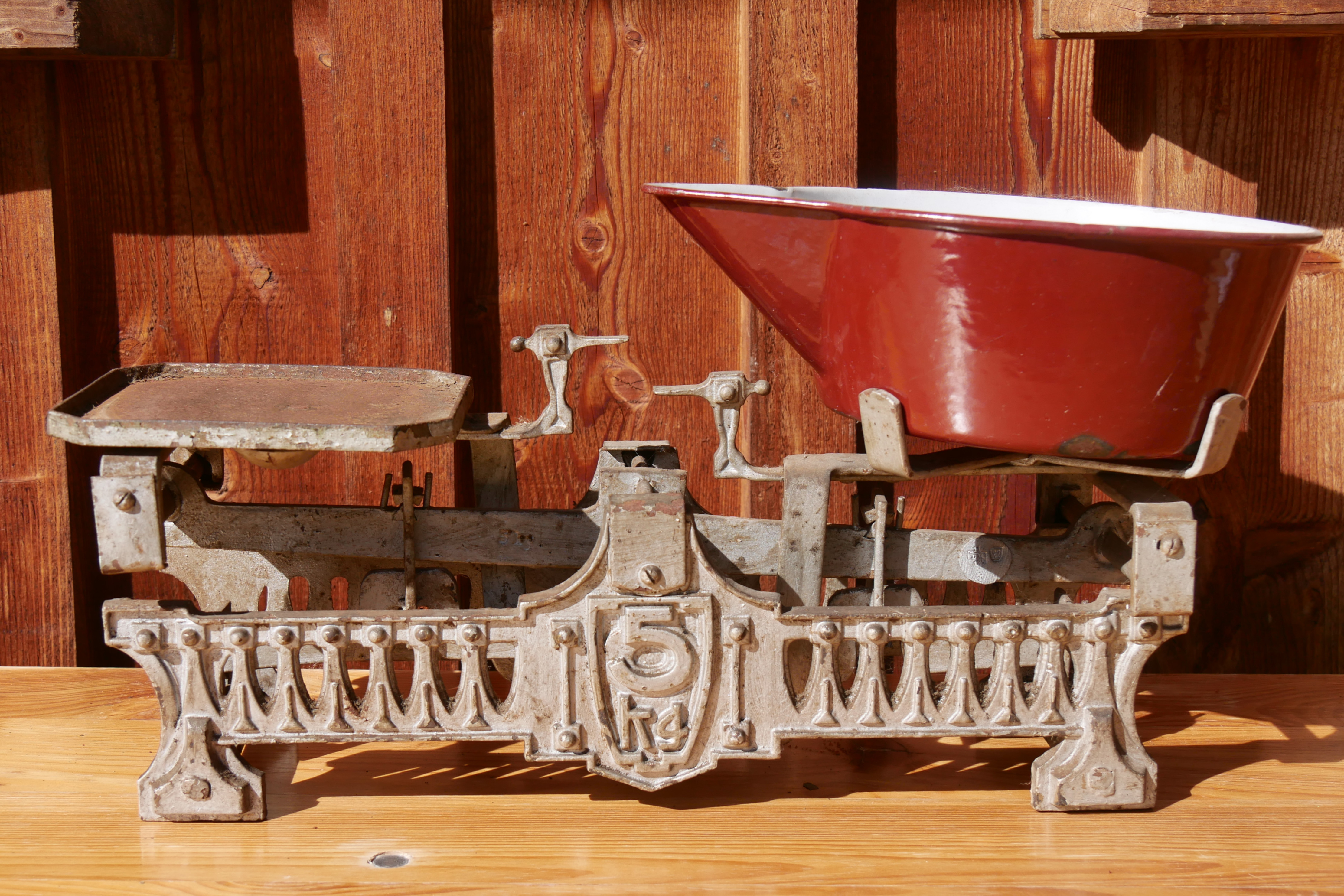
Tafelwaage nach Béranger
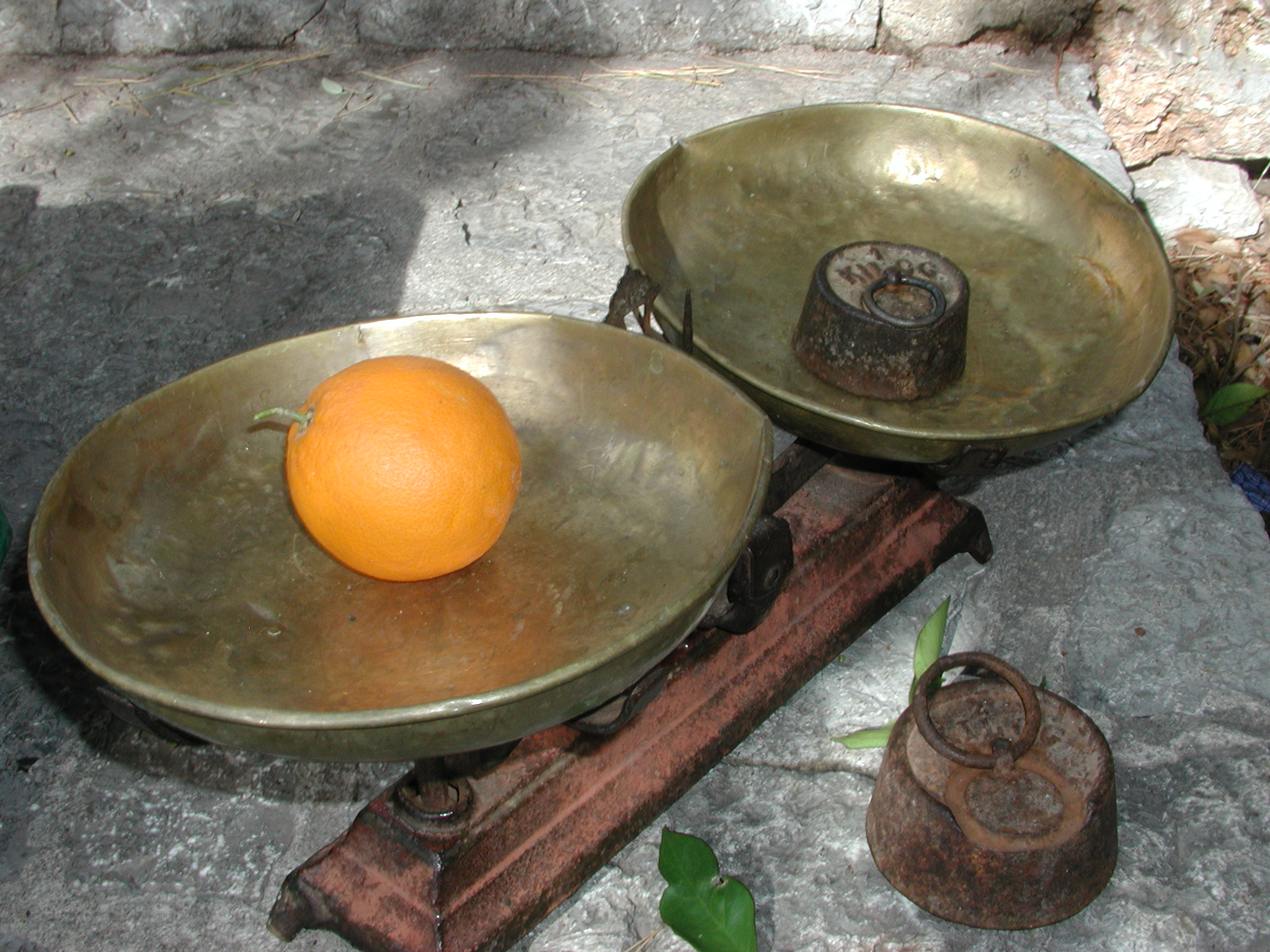
Spanische Tafelwaage
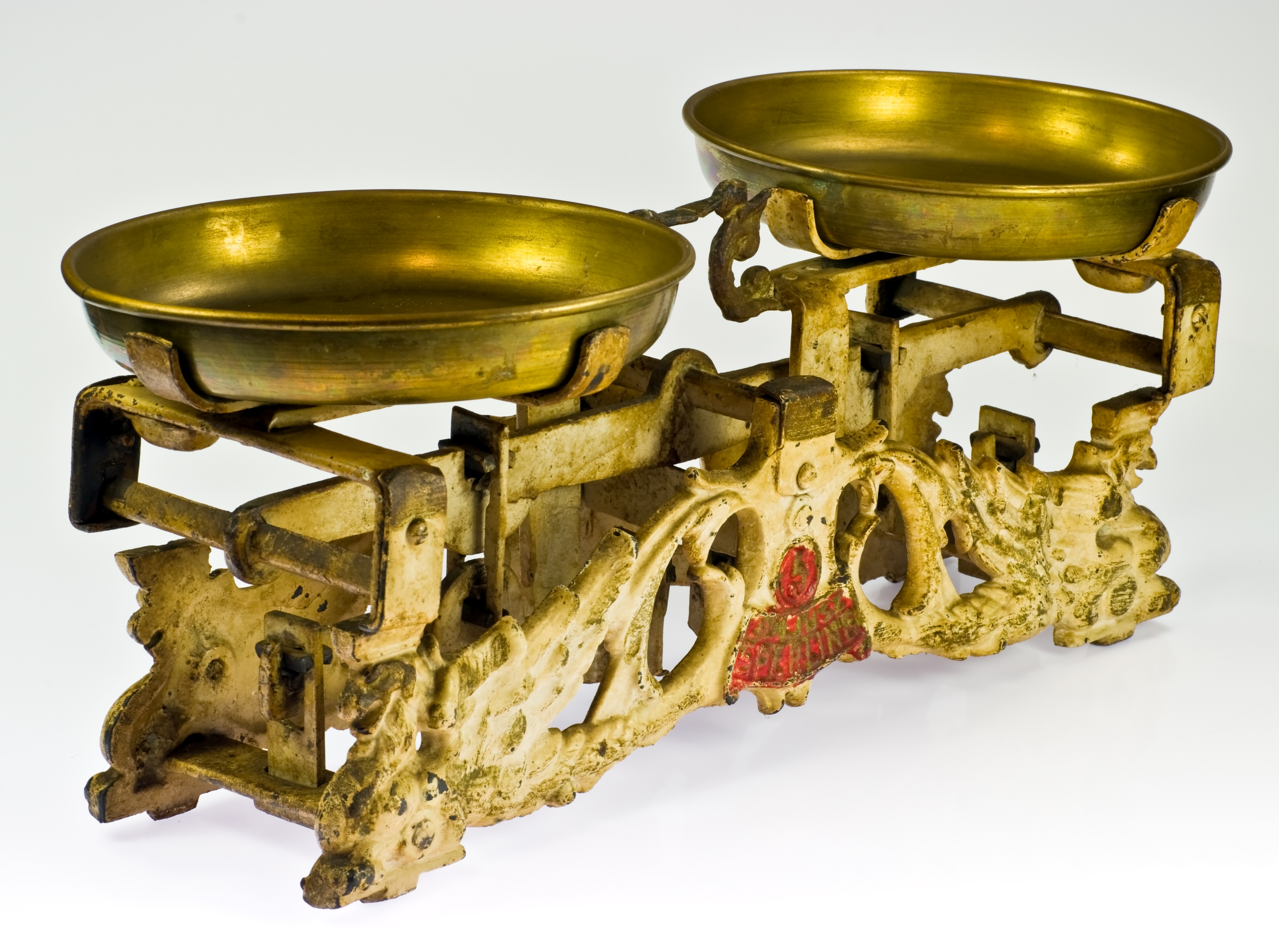
Tafelwaage nach Béranger
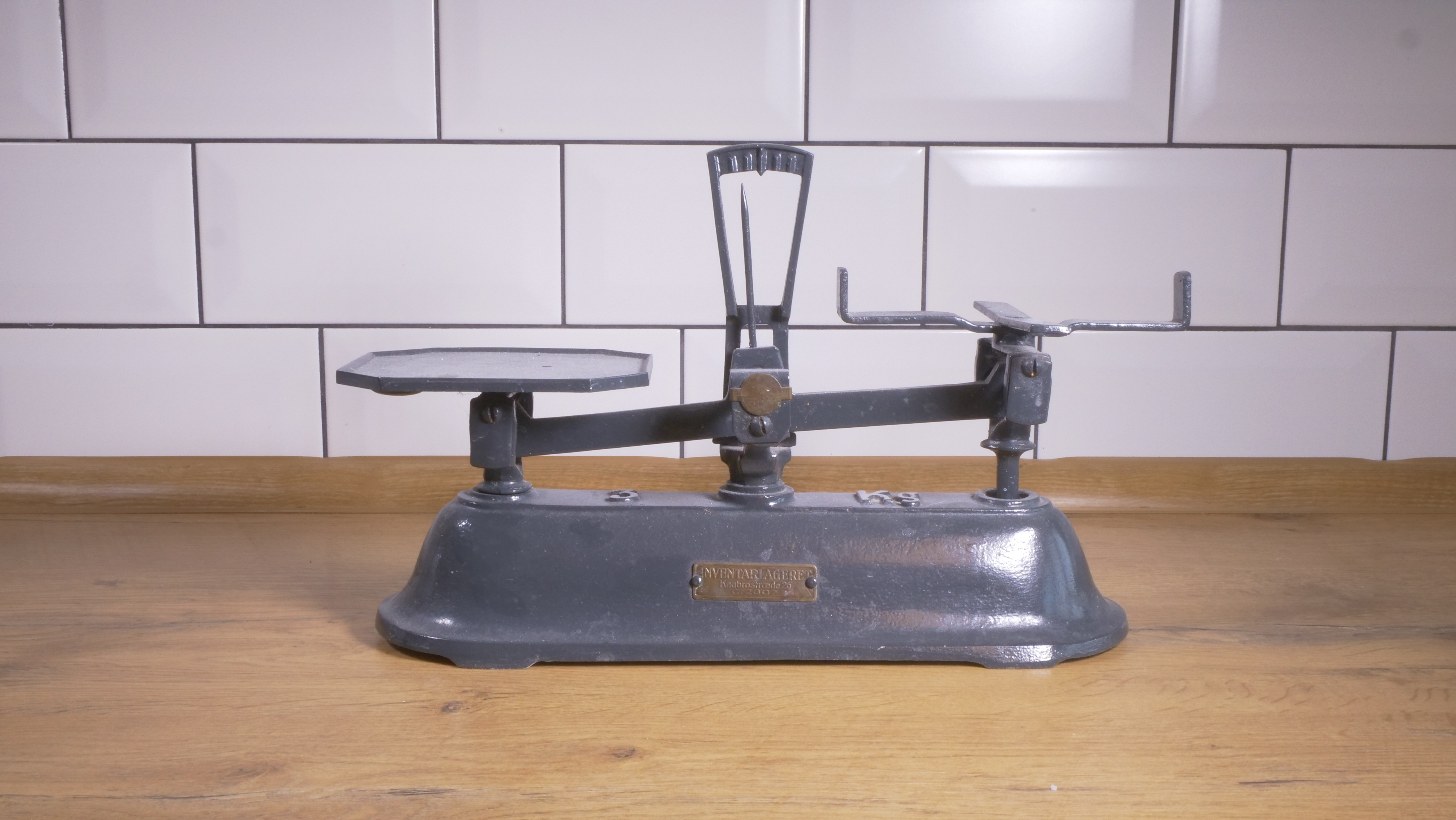
Alte Tafelwaage aus Kiel